# Scopula purior
Scopula purior là một loài bướm đêm trong họ Geometridae.